# Томберг Валентин Арнольдович
Валентин Арнольдович Томберг (27 лютого 1900, Санкт-Петербург, Росія — 24 лютого 1973, Мальорка, Іспанія) — російський християнський містик та філософ-герметист.

## Біографія
Валентин Томберг народився у Санкт-Петербурзі в лютеранській родині. Його батько походив з Прибалтики. Хоча Томберг виховувався у протестантському дусі, він ще підлітком почав цікавитися теософією та містичними практиками Православної Церкви. Ці юнацькі захоплення безпосередньо сформували його світогляд та багато в чому визначили його подальшу долю.
З 1917 року Валентин Томберг брав активну участь в житті петербурзьких езотеричних кіл, які на той час розвернули активну діяльність, знайомиться з професором Григорієм Мебесом та Володимиром Шмаковим, студіює праці Рудольфа Штейнера.
Під час Російської революції Батьки Томберга були вбиті мародерами, а він сам у 1920 році емігрував до Естонії. У перші роки після еміграції, не маючи постійного джерела існування, Томберг перебрав багато професій, працював на фермі, в аптеці, санітаром у лікарні та поштарем. Паралельно вивчав лінгвістику та порівняльне релігієзнавство у Тартуському Університеті.
У 1925 році став членом Антропософського товариства, заснованого Рудольфом Штейнером.
На початку 1930-х одружився із Марією Демською, етнічною полячкою католицького віросповідання.
Протягом тридцятих років Томберг опублікував кілька власних праць, які принесли йому популярність в антропософському середовищі. Разом із тим, багато хто із авторитетних представників антропософії вважав його погляди доволі контроверсійними, в результаті чого, у 1940 році Томберг покинув Антропософське товариство.
У 1938 році Томберг переїхав до Нідерландів. До цього періоду відноситься зокрема курс із семи лекцій, прочитаний ним у антропософських колах, відомий під загальною назвою «Внутрішній розвиток». З початком Другої Світової війни Томберг брав участь у антифашистському підпіллі. У цей же час він прийшов до Православ'я, проте невдовзі розчарувався у своєму виборі, через пронацистські симпатії окремих лідерів місцевого осередку Російської Православної Церкви.
Наприкінці Другої Світової війни Валентин Томберг здобув науковий ступінь доктора права у Кельнському Університеті. Його науковим керівником був професор фон Гіппель, котрий згодом став його близьким другом. У 1946 році вийшли друком праці Томберга з юриспруденції: «Занепад та відродження правової науки» та «Права народів як права Людства». В цей же час Томберг прийняв Католицизм.
У 1948 році Томберг переселився до Великої Британії, де працював перекладачем у російській службі Бі-Бі-Сі. Тут у 1967 році була завершена основна праця його життя — «Медитації на Таро: мандрівка до витоків християнського герметизму» (оригінальна французька назва — Méditations sûr les 22 arcanes majeurs du Tarot), а згодом книга «Заповіт у серці» — присвячена Рудольфу Штейнеру.
Останні роки життя Томберг провів у містечку Редінг, що у графстві Беркшир, зі своєю дружиною та однодумцем Марією Демською. Помер 24 лютого 1973 року під час відпочинку на Майорці. Дружина Томберга пережила його на два тижні.

## «Медитації на Таро»
«Медитації на Таро: мандрівка до витоків християнського герметизму» (фр. Méditations sûr les 22 arcanes majeurs du Tarot) — найвідоміша праця Валентина Томберга, закінчена ним у 1967 році. Вийшла друком вже після смерті автора у 1984 році.
Післяслово до першого видання «Медитацій на Таро» написав визначний католицький теолог, номінований в сан кардинала, о. Ганс фон Балтазар. Післяслово фон Балтазара увійшло до переважної більшості наступних видань та перекладів книги.
Згідно з волею Валентина Томбегра, «Медитації на Таро» були видані без зазначення автора. У Післяслові зазначається, що автор побажав лишитися невідомим, аби книга могла говорити сама по собі, особистісний фактор не міг постати між книгою та її сприйняттям читачем. Проте, невдовзі після першої публікації ім'я автора було розголошене його близькими та членами відновленого Антропософського Центру. У більшості видань, навіть після з'ясування його особи, ім'я автора традиційно не вказується. Разом із тим окремі пізніші переклади «Медитацій на Таро», були надруковані із зазначенням авторства. До таких видань відноситься, зокрема, російський переклад книги. Іншою особливістю російського видання «Медитацій на Таро» є відсутність Післяслова Ганса фон Балтазара.
Хоча на сторінках «Медитацій на Таро» неодноразово підкреслюється приналежність автора до Католицької Церкви, окремі ідеї висунуті в книзі не відповідають догматам католицизму. Окрім суто християнської теології на концепцію праці відчутно вплинули ідеї антропософії, кабалістики, герметизму (особливо тези «Смарагдової скрижалі»), а також вчення К. Г. Юнга. Крім того, «Медитації на Таро» містять численні посилання на класичні філософські праці.
Книга поділяється на 22 розділи, кожен з яких присвячено окремому Великому Аркану Таро. Самі розділи написані у формі листів до «невідомого друга» — уявного однодумця і послідовника автора. Великі Аркани Таро розглядаються Томбергом як система духовних вправ (медитацій) спрямованих на духовний розвиток особистості та поступове осягнення християнських істин. При цьому сама система Таро використовується як інструмент для вираження світоглядної позиції автора.